# 摩擦学
摩擦学（英語：tribology）也稱為磨潤學，是研究运动表面之间相互作用机理及相关问题和实践的一门理论与技术，主要研究摩擦、磨损和润滑等三个方面。摩擦学是力学的分支。

## 摩擦学的意义
现代生活不能缺少许多有益的摩擦，但是并不是所有的摩擦都能为人们所利用，仍有许多摩擦会造成严重的影响。事实上，摩擦消耗和浪费了大量人类通过各种途径释放出的能量。同时，人类必须投入大量的生产力以取代因磨损而报废的大量设备和器物。因此，人们需要通过摩擦学来系统地研究如何克服那些由过度摩擦或磨损而导致的不便。